# Stenopterygia rufitincta
Stenopterygia rufitincta är en fjärilsart som beskrevs av George Francis Hampson 1918. Stenopterygia rufitincta ingår i släktet Stenopterygia och familjen nattflyn. Inga underarter finns listade i Catalogue of Life.